# Эффект враждебных СМИ
Эффект враждебных СМИ (англ. Hostile media effect) — одна из теорий массовой коммуникации, согласно которой индивид с ярко выраженной позицией по какому-либо вопросу склонен воспринимать нейтральное освещение этого вопроса в СМИ как предвзятое и поддерживающее мнение его оппонента. Приверженцы данной теории считают, что эффект враждебных СМИ не может быть объяснен необъективностью самих СМИ: сторонники противоположных точек зрения воспринимают один и тот же материал по-разному. Вопреки усилиям лучших журналистов осветить события как можно более беспристрастно, представители враждующих лагерей по-прежнему видят в нейтральных сообщениях поддержку своего противника. Эта теория была впервые выдвинута и экспериментально изучена Робертом Валлоне, Ли Россом и Марком Леппером.

## Исследования
В 1982 году было проведено первое серьезное исследование этого феномена. Из числа студентов Стэнфордского университета были отобраны те, кто поддерживает Палестину, и те, кто поддерживает Израиль в палестино-израильском конфликте. Им показали отрывок из фильма о резне в Сабре и Шатиле — военной операции по уничтожению палестинских боевиков в предместье Бейрута в ходе Ливано-израильской войны 1982 года. Оценивая объективность данного отрывка, каждая сторона заявила, что фильм симпатизирует противоположной стороне. Студенты, поддерживающие Израиль, нашли в картине больше анти-израильских высказываний, в то время как студенты, выступающие за Палестину, утверждали об анти-палестинской направленности фильма. По мнению каждого лагеря, нейтральный обозреватель, посмотрев этот фильм, сложил бы негативное мнение об их стороне и позитивное — об оппоненте.
Последующие исследования показали, что эффект враждебных СМИ проявляется и в других военных, политических и социальных противостояниях, таких как Хорватско-боснийский конфликт, выборы Президента США 1992 года, забастовка компании United Parcel Service 1997 года, а также в ходе самых разнообразных дискуссий в СМИ, например, по спорту или генетически модифицированным продуктам.
Эффект враждебных СМИ изначально был назван Робертом Валлоне «феноменом враждебных СМИ», периодически его также называют «восприятием враждебных СМИ», поскольку именно восприятие СМИ провоцирует сам эффект. В 2015 году в сравнительном анализе результатов нескольких исследований этого феномена Ричард Перлофф заявил, что «эффект враждебных СМИ» — наиболее употребительный термин:
```
«Эффект враждебных СМИ» - наиболее употребительный термин, возможно, потому, что слово «эффект» выражает интригующий для исследователей аспект феномена враждебных СМИ. (703)
```

Примечательно, что в основе эффекта — склонность к подтверждению своей точки зрения. Ярый приверженец какой-либо позиции априори воспринимает позицию СМИ как враждебную его собственной. Иными словами, истинные взгляды и намерения журналиста не имеют значения: «приверженцы», потребляющие информацию, в любом случае оценят ее как враждебную их собственному мнению.
Другое исследование данного эффекта, часто цитируемое в связи с исследованием 1982 года, было проведено Альбертом Хасторфом и Хэдли Кэнтрилом ранее в 1954 году. Студентам Принстонского университета и Дартмутского колледжа была показана запись спорного футбольного матча между Принстоном и Дартмутом. Когда их попросили сосчитать, сколько нарушений совершила каждая команда, студенты обоих университетов «увидели» гораздо больше нарушений со стороны противника. Кроме того, они сделали разные выводы о результатах игры в целом. Хасторф и Кэнтрил пришли к заключению, что «не существует такого предмета, как игра „вне нас“, за которой зрители всего-навсего наблюдают… Поскольку этот „предмет“ просто-напросто не является одним и тем же для разных людей, независимо от того, что подразумевается под „предметом“: футбольный матч, кандидат в президенты, коммунизм или шпинат».

## Объяснения

### Когнитивный фактор
Для объяснения эффекта враждебных СМИ было предложено три механизма:
- Выборочное запоминание относится к памяти и извлечению из нее информации. Исследования показали, что приверженцы склонны больше запоминать ту часть сообщения, которая опровергает их точку зрения, а не ту, что ее поддерживает. Этот феномен — одно из проявлений «эффекта негатива», когда негативной информации придается больший вес, чем позитивной, даже если в сообщении в одинаковом объеме представлены обе позиции. Тем не менее, многочисленные исследования обнаружили эффект враждебных СМИ даже тогда, когда «выборочное запоминание» было скорее позитивно, чем негативно.[7][8][12]
- Выборочное (селективное) восприятие — восприятие индивидами только той информации из сообщения, которую они хотят, игнорируя остальные точки зрения. В случае с эффектом враждебных СМИ, существует мощная тенденция среди приверженцев интерпретировать аспекты информационного сообщения как неблагоприятные или враждебные. Иначе говоря, выборочное восприятие — это форма предубеждения: мы интерпретируем информацию так, чтобы она совпадала с нашими собственными ценностями и верованиями.[2][8][12]
- Объяснение «разными стандартами», или мотивированное суждение, связано с обоснованностью аргументов. По сути, это склонность к подтверждению своей точки зрения, но на более «продвинутом» уровне. Читая газету, слушая радио или смотря телевизор, индивид стремится найти подтверждение тому, во что он уже верит, игнорируя всю иную противоречащую информацию. Однако, чтобы оправдать свои не выдерживающие проверки реальностью взгляды, индивиду также приходится вырабатывать свое рационалистическое объяснение. Мотивированное суждение, таким образом, становится реакцией на факты, подтверждающие противоположную точку зрения. При этом, эти факты опровергаются индивидом без какого-либо логического объяснения.

По мнению некоторых исследователей, истоки мотивированного суждения — в желании избежать когнитивного диссонанса. Причина, по которой «приверженцы» настолько склонны видеть любое беспристрастное сообщение в негативном свете, — сила аргументов в пользу своей точки зрения, которые они со временем выстроили в своем сознании. Таким образом, склонность к подтверждению своей точки зрения не противоречит эффекту враждебных СМИ, а наоборот, способствует ему. Как отмечал Валлоне в своем основополагающем исследовании:
«Приверженцы, которые последовательно выстраивали факты и аргументы, руководствуясь своими предубеждениями, склонны верить, что обилие надежных, релевантных данных говорит в их пользу. Соответственно, если индивид не находит в сообщении данных, подтверждающих его точку зрения, он склонен считать такое сообщение предвзятым и даже враждебным».
Важно отметить, что перечисленные критерии представляют собой единицы измерения эффекта враждебных СМИ, а не общих высказываний о СМИ. Общим высказыванием о СМИ будет считаться, например, следующая фраза: «Я думал, что СМИ, в целом, настроены против этой позиции по данному вопросу». Как показывают исследования, эффект враждебных СМИ — это не просто разница во мнении, это разница в восприятии.

### Фактор источника
Источник информации также может спровоцировать эффект враждебных СМИ. Источник, который считается «дружелюбным» по отношению к приверженцу (обычно в силу общей идеологии или географической близости к данной группе приверженцев), способен пробудить эффект враждебных СМИ с меньшей вероятностью, чем источник антагонистической направленности и удаленный географически. Альберт Гунтер и его помощники в ходе исследований предположили, что эффект враждебных СМИ вызывает именно способность СМИ обращаться к широкой аудитории. Так, некое сообщение из газеты было воспринято приверженцами как враждебное, в то время как точно такое же сообщение, содержавшееся в студенческом эссе, было воспринято ими как объективное и, более того, даже симпатизирующее их точке зрения.
Этот феномен также наблюдается в отношении к личности самого журналиста. Согласно исследованию, приверженцы склонны замечать гораздо меньше предвзятости в репортажах ведущего, которого они считают своим единомышленником.
Так, в выступлениях ангажированных журналистов, чья позиция совпадала с позицией приверженцев, последние ощущали меньше субъективности, чем беспристрастные зрители и, в особенности, чем сторонники противоположной точки зрения. В большинстве случаев, разница в восприятии тенденциозных новостей сторонниками разных позиций была такой же большой, если не больше, чем разница в восприятии ими нейтральных новостей. Это свидетельствует о том, что даже такие вопиющие отклонения от журналистских норм не в состоянии подавить избирательность приверженцев в восприятии новостей. По крайней мере, когда речь идет об ангажированных передачах, разделяющих мнение самого приверженца.
Таким образом, приверженцы противоположных точек зрения могут быть согласны с предвзятостью определенного источника. Однако они по-разному интерпретируют эту предвзятость, потому что ассоциируют ее не столько с содержанием сообщения, сколько с личностью журналиста, который кажется им настроенным против них.

### Фактор приверженности
Все названные механизмы объяснения данного эффекта находятся под влиянием приверженности. Как следует из первых исследований, чем более верны своим взглядам респонденты, тем отчетливее проявляется эффект враждебных СМИ. Чем более убежденным в своих взглядах становится индивид, тем больше «предвзятости» он замечает в противоречащей его взглядам информации. Тем самым он либо защищает свои собственные ценности, либо попадает под влияние группы единомышленников.

## Относительный эффект враждебных СМИ
Ранние исследования эффекта враждебных СМИ изучали восприятие информационного сообщения, которое должно было быть максимально нейтральным. По мере того как все больше информационных агентств начинали следовать определенной идеологии, в экспериментах стали использоваться менее объективные материалы. Как оказалось, приверженцы двух противоположных точек зрения, действительно, обнаружили в необъективных сообщениях предвзятость. Однако группа, чья позиция поддерживалась в заметке, находила в ней меньше предвзятости, чем та группа, чье мнение автор не разделял. Эта вариация эффекта получила название «относительный эффект враждебных СМИ». Альберт Гунтер объяснял этот феномен так: «Относительный эффект враждебных СМИ возникает тогда, когда индивиды, имеющие противоположные позиции по одной проблеме, оценивают существенно по-разному одно и то же информационное сообщение».
Как следует из исследования 2000 года, приверженцы склонны считать объективно предвзятую статью «нейтральной», если статья разделяет их точку зрения. В этом исследовании было сопоставлено восприятие информационных заметок группой, выступающей против абортов, и группой, поддерживающей их. Выяснилось, что люди с ярко выраженной позицией по этому вопросу иногда воспринимали явно необъективные заметки как справедливые, но только тогда, когда автор «нападал» на противоположную сторону.
Как показывают многочисленные исследования, эффект враждебных СМИ проявляется скорее среди консерваторов, чем либералов. Так, в случайно выбранных аналогичных передачах на канале Comedy Central (либерального толка) и Fox News (консервативного толка) консерваторы ощутили гораздо больше предвзятости, чем либералы. Вполне возможно, что «относительный эффект враждебных СМИ» в этом случае был вызван направленностью самой передачи, чем ее содержанием.

## Медиаграмотность и восприятие враждебных СМИ
Несколько исследований было проведено с целью выяснить, может ли медиаграмотность, то есть способность анализировать и оценивать сообщения СМИ, повлиять на проявление эффекта враждебных СМИ. Участникам исследования 2014 года было предложено посмотреть социальную рекламу о медиаграмотности, а затем — ангажированные телепередачи. После этого их попросили оценить степень «враждебности» просмотренных передач. Эффект враждебных СМИ оказался более ярко выраженным в одних случаях и менее — в других. Как указывают исследователи, современные технологии позволяют пользователям выбирать свои собственные источники информации, как правило, те, которые вызывают у них больше доверия. В некоторых случаях медиаграмотность, тем самым, может побудить пользователя и дальше тщательно отбирать новости, близкие его взглядам, что, в конечном итоге, приводит к все возрастающей политической поляризации общества.

## Регуляторы

### Охват
Гунтер и Шмитт попытались объяснить, почему в одних случаях исследования приводили к неоднозначным, противоречивым результатам, а в других — подтверждали существование эффекта враждебных СМИ. Одно из объяснений, предложенных ими, — охват аудитории СМИ. Эффект враждебных СМИ обычно проявлялся тогда, когда участникам исследований предлагалось оценить влияние СМИ с широким охватом на его аудиторию. Ощущение «предвзятости» возникало у участников тогда, когда они оценивали СМИ с меньшим охватом, как правило, специализированные, аудитория которых — определенная группа людей.

### Уровень вовлечения
Исследователи Хансен и Ким обнаружили, что уровень вовлечения также определяет степень проявления эффекта враждебных СМИ. Эффект проявляется тем ярче, чем более неравнодушен индивид к теме, освещаемой в СМИ. Интересно, что, согласно другим исследованиям, эффект враждебных СМИ проявлялся и тогда, когда участники не были особенно заинтересованы в затрагиваемой проблеме. Другие исследования выявили взаимосвязь между эффектом враждебных СМИ и ценностями и симпатиями индивидов.

### Социальная идентичность
Согласно теории социальной идентичности, освещение в СМИ проблемы, затрагивающей эго (представление о себе) определенной социальной группы, активирует чувство идентичности этой группы и вызывает ее резкую реакцию на материалы в СМИ. Это, в свою очередь, запускает процесс самоопределения группы, так как члены этой группы стремятся отличить себя от лиц за пределами этой группы. Кроме того, члены группы пытаются повысить свою самооценку за счет чувства превосходства их группы над остальными. Когда такая группа встречает в СМИ материалы, не разделяющие ценности группы, она воспринимает их как ложные и враждебные, поскольку они не только унижают группу, но и подрывают ее право на существование в обществе. После этого группа стремится восстановить свои позиции в обществе.
В качестве другого регулятора может выступать принадлежность источника информации к противной группе. Исследователь Скотт Рейд выяснил, что студенты-демократы с наиболее крайними политическими взглядами ощущуют меньше предвзятости, сталкиваясь с критикой со стороны членов их собственной партии (демократов), чем с критикой со стороны республиканцев.

## Факторы по Перлоффу
Ричард Перлофф выделял четыре фактора, объясняющих, почему индивиды с четко выраженной позицией по какой-либо проблеме могут ощущать «враждебную предвзятость» СМИ. Это выборочное запоминание, то есть фокусировка на негативной информации; выборочное ранжирование, то есть восприятие сообщения как несправедливого по отношению к своей позиции; дифференцированные стандарты, то есть классификация приверженцами информации, поддерживающей их точку зрения, как правдивой, и информации, противоречащей ей, как ложной; и существующие предубеждения насчет предвзятости СМИ в целом.

## Враждебные СМИ онлайн
Исследования эффекта враждебных СМИ в эпоху Интернет-технологий находятся по-прежнему в зародыше. Приверженцы разных точек зрения сегодня могут взаимодействовать с электронными СМИ так, как никогда прежде. Возможно, в будущем эффект враждебных СМИ будут объяснять острой тематикой (как правило, социальной) сообщений, задействованных в исследованиях. Тем не менее, в эпоху Интернет-изданий эффект враждебных СМИ может проявляться даже сильнее.
Однако, если приверженцы разных позиций могут легко согласиться с тем, что какой-либо пост в социальных сетях поддерживает одно идеологическое направление, те, чье мнение пост не поддерживает, более склонны увидеть в нем предвзятость и враждебность. Приверженцы двух противоположных точек зрения также согласны в том, что выставляющие их в неприглядном свете сообщения в социальных сетях будут иметь «вредное» влияние на третьих лиц.

## Влияние на общество
В 2001 году Гунтер и Чиа разработали концепцию «убедительного умозаключения из СМИ». Как следует из этой концепции, индивиды делают выводы об общественном мнении исходя из того, что они прочитали, услышали или увидели в СМИ. Другими словами, позиция СМИ, отражающих объективную реальность, должна совпадать с мнением самого общества. Отсюда, приверженцы, убежденные во враждебности к ним СМИ, могут заключить, что общество относится к ним так же враждебно. Однако на данном этапе исследования, имевшие целью подтвердить или опровергнуть эту гипотезу, пришли к противоречивым результатам.
Остается неясным и то, проявляет ли себя эффект враждебных СМИ в реальном мире. Некоторые исследователи изучали, каким образом индивиды пытаются «исправить» ложное восприятие материалов, вызванное «враждебным» изображением в СМИ группы, к которой они относят себя. Как выяснилось, такие индивиды действительно могут чувствовать себя маргинализованными и, более того, бесправными. Так, в качестве протеста они могу игнорировать общественное мнение и даже присоединиться к недемократическим движениям. Другие «пострадавшие» от эффекта враждебных СМИ могут вести себя более пассивно, например, удалиться от участия в любой политической или социальной деятельности.

## Критика
Несмотря на достаточно высокую степень изученности феномена враждебных СМИ западными исследователями, теория далеко не всегда соответствует реальности. Более того, некоторые положения концепции враждебных СМИ далеко не всегда выдерживают проверку действительностью. Так, в 2013 году в Университете Джорджтауна было проведено следующее исследование: одной группе мусульман был показан новостной ролик катарского канала Al Jazeera English о карикатурах на пророка Мухаммеда, выходивших в датской газете Morgenavisen Jyllands-Posten в 2005—2006-х годах. Другой группе мусульман — аналогичный ролик, но под логотипом американского канала CNN. Результаты исследования не подтвердили некоторые положения феномена враждебных СМИ. В частности, мусульмане не увидели предвзятости ни в одном из роликов. Более того, некоторые из них категорически не согласились с высказыванием: «Мусульмане сочтут этот ролик предвзятым». Кроме того, мусульмане, рьяно выступавшие против оскорбительных для них публикаций датской газеты, не оказались более подверженными эффекту враждебных СМИ и не ощутили предвзятости в роликах. Наконец, не было обнаружено существенной реакции в восприятии роликов под логотипом разных телеканалов. Ролик CNN не был воспринят мусульманами как более предвзятый, чем ролик Al Jazeera.